# Диморф

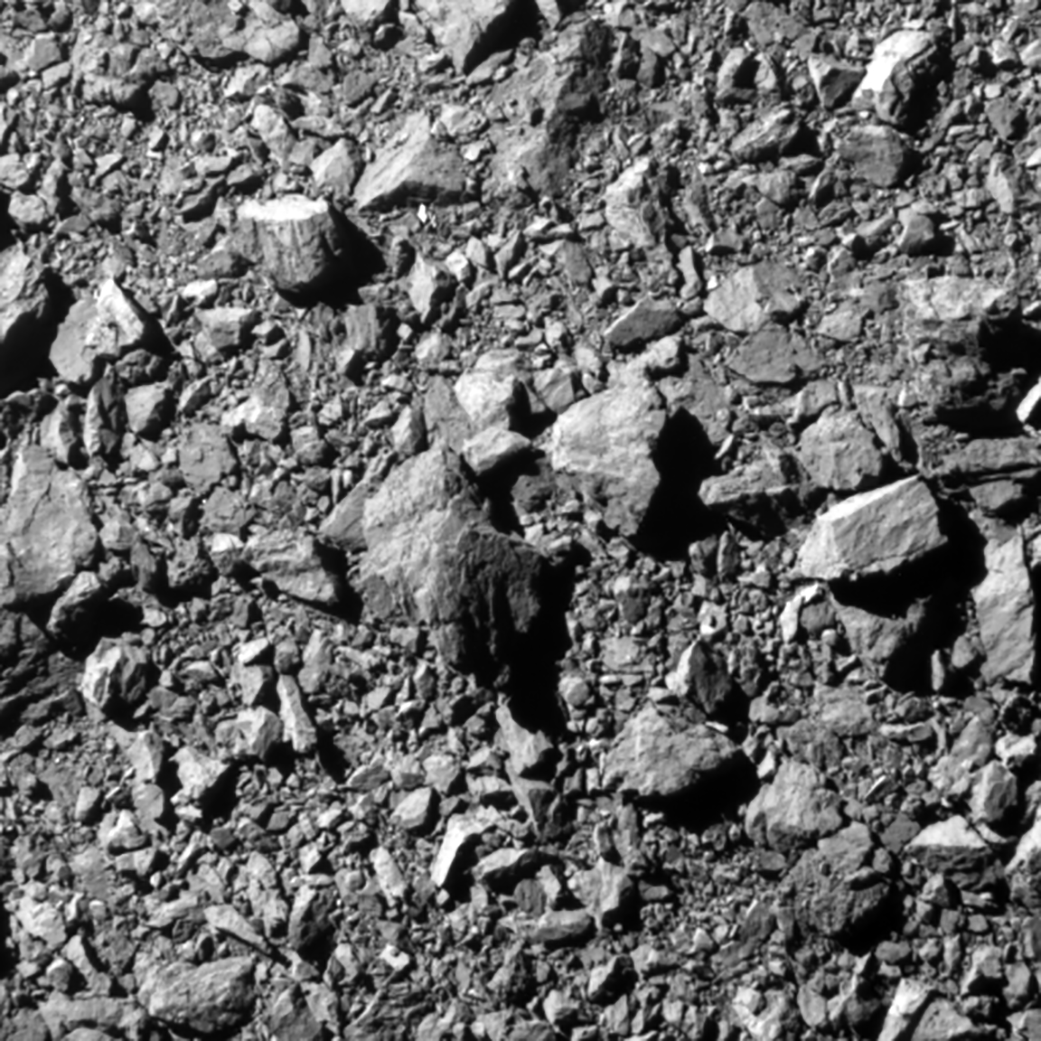
Поверхность Диморфа, снятая зондом DART
с расстояния около 12 км, за 2 секунды до удара.

Диморф, Диморфос (др.-греч. Δίμορφος) — околоземный астероид класса S, спутник астероида (65803) Дидим.
Открыт в 2003 году. Был мишенью эксперимента DART по изменению траектории астероида ударом, который был нанесён 27 сентября 2022 года. В результате этого удара Диморф обзавёлся кометоподобным хвостом длиной около 10 000 километров из выброшенных ударом частиц.
Имеет диаметр около 160 метров (диаметр Дидима — 780 м). Масса астероида оценивается в 5 млн тонн.

## Название
При открытии Диморф получил временное обозначение S/2003 (65803) 1, и неформально назывался «Дидим B» и «Didymoon» («Луна Дидима»). 23 июня 2020 года Международный астрономический союз присвоил ему официальное название. Этот 170-метровый объект — одно из мельчайших астрономических тел, получивших официальные названия.
Его название значит на греческом языке «имеющий две формы». Оно было предложено планетологом Клеоменисом Циганисом из Университета Аристотеля в Салониках. Обоснование этого названия таково: «Как мишень миссий „DART“ и „Гера“, он станет первым небесным телом в истории космонавтики, форму которого существенно изменит вмешательство человека (удар DART)». Далее Циганис объясняет, что его имя «было выбрано в предвкушении его изменения. Он будет известен нам в двух формах: первой — которую DART увидит до удара, и второй, которую Гера увидит через несколько лет».

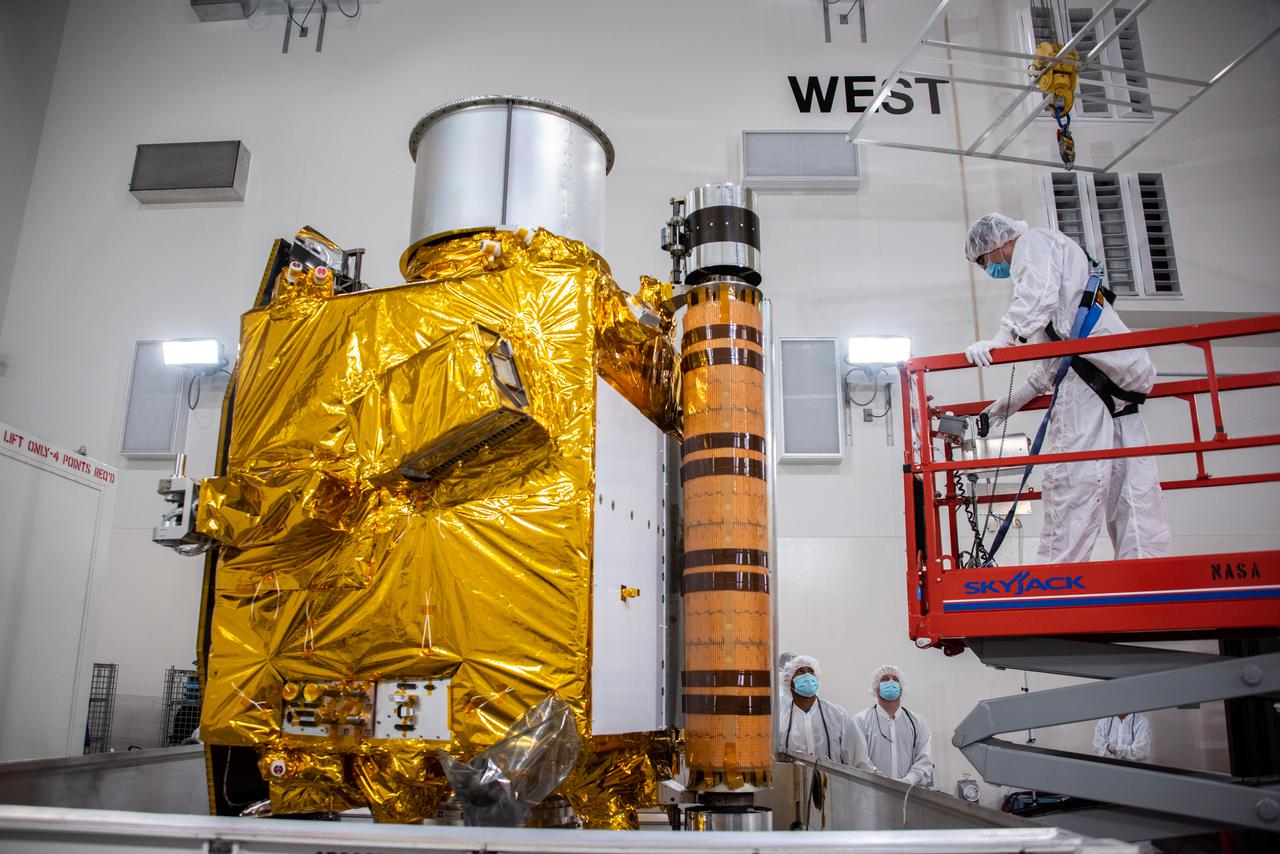
АМС DART перед запуском

## DART
Диморф является мишенью эксперимента НАСА по изменению траектории астероида DART — космического аппарата, запущенного 24 ноября 2021 года. Этот эксперимент — тестирование технологий защиты планеты от астероидной угрозы.
Столкновение произошло 26 сентября 2022 года в 23:14 UTC. Оно было заснято субаппаратом Итальянского космического агентства — кубсатом LICIACube. Снимки Диморфа, за секунды до столкновения, показали его испещрённую мелкими валунами поверхность. Удар сопровождался яркой вспышкой, которая была, в частности, заснята земным российско-узбекским телескопом МСОТ ИПМ с апертурой всего 36 см.
В 2026—2027 году аппарат ЕКА «Гера» (англ. Hera), пролетая мимо Диморфа, должен оценить результаты столкновения.
Глава НАСА Билл Нельсон сообщил, что до удара Диморф совершал оборот вокруг Дидима за 11 часов 55 минут, а после — за 11 часов 23 минуты. Таким образом, время его обращения сократилось примерно на 32 минуты (возможна погрешность). В НАСА указали, что это первый случай, когда человечество намеренно изменило движение небесного объекта.
В результате удара у Диморфа появился кометоподобный «хвост» длиной порядка 10 тысяч километров из пыли и обломков, выброшенных ударом.

## Открытие
Главный астероид этой системы был открыт в 1996 году Джо Монтани в проекте Spacewatch Университета Аризоны, а название «Дидим» было официально присвоено ему в 2004 году. В 2003 году чешский астроном Петр Правец обнаружил, что у этого астероида есть спутник. Вместе со своими коллегами и с помощью радарных снимков обсерватории Аресибо он получил подтверждение того, что это двойная система.

## Орбита
Вместе с Дидимом, Диморф вращается вокруг Солнца на расстоянии 1,0—2,3 а. е. с периодом 770 дней. Эксцентриситет его орбиты равен 0.38, а её наклон к плоскости эклиптики — 3°. Ближе всего к Земле с момента открытия он подходил в ноябре 2003 года, на 7,18 млн км, и ближе пройдёт лишь в 2123 году, на расстоянии 5,9 млн км.
Вокруг Дидима Диморф вращается по практически круговой орбите, с периодом в 11,9 часов, синхронно с вращением Дидима, таким образом к Дидиму Диморф всегда обращён одной и той же стороной, как Луна к Земле.